# Ramanudžan-Soldnerjeva konstanta
Ramanudžan-Soldnerjeva konstanta (tudi Soldnerjeva konstanta) je matematična konstanta, določena kot edina pozitivna ničla funkcije logaritemskega integrala. Imenuje se po Srinivasu Ajangarju Ramanudžanu in Johanu Gergu von Soldnerju. Njena vrednost je približno (OEIS A070769): x ≈ 1,45136 92348 83381 05028 39684 85892 02744 9493... Včasih jo označujejo tudi z grško črko μ.
Verižni ulomek konstante je (OEIS A099803): [ 1; 2, 4, 1, 1, 1, 3, 1, 1, 1, 2, 47, 2, 4, 1, 12, 1, 1, 2, 2, 1, 7, 2, 1, 1, 1, 2, 30, 6, 3, 6 ]. Členi verižnega ulomka naraščajo po zaporedju (OEIS A099804): 1, 2, 4, 47, 99, 294, 527, 616, 1152, ... z indeksi, kjer se pojavljajo (OEIS A099805): 1, 2, 3, 12, 70, 126, 202, 585, 1592, ...